# Festiwal Wina w Moguncji
Festiwal Wina w Moguncji (niem. Mainzer Weinmarkt) – jest jednym z trzech głównych festiwali folklorystycznych w Moguncji, obok Mainzer Fastnacht i Nocy Świętojańskiej w Moguncji (Johannisnacht (Mainz)). Odbywa się co roku w ostatni weekend sierpnia i pierwszy weekend września (czwartek-niedziela) w Parku Miejskim i Parku Ludowym (Volkspark) i przyciąga do 350 000 odwiedzających w ciągu dwóch festiwalowych weekendów.

## Historia
Historia Festiwalu Wina w Moguncji sięga początku XX w. W tym czasie administracja burmistrza Wilhelma Ehrharda szukała nowych możliwości wzbogacenia turystyki w Moguncji o nowe atrakcje. Jednak pierwszy targ wina odbył się dopiero 3 września 1932. Odbywał się on co roku aż do wybuchu II wojny światowej, a po przerwie wojennej został wznowiony w 1946 jako pierwszy festyn ludowy nad Renem. Dla tego pierwszego święta wina ówczesne siły okupacyjne Francji, we współpracy z komendantem miasta Moguncji Louisem Théodorem Kleinmannem, udostępniły 100 000 litrów wina. Dzięki nadwyżce w wysokości 60 000 Reichsmarek (odpowiada dzisiaj ponad 215 000,- Euro) z dochodów z festynu wina w 1946 przywrócono instytucję Mainzer Verkehrsverein, która była pierwotnym inicjatorem święta wina w Moguncji.
W 1965 poprzednie tereny festiwalu, Halleplatz, musiały zostać zwolnione ze względu na nowy budynek Rheingoldhalle. Moguncki festiwal wina odbył się po raz pierwszy w tym roku w Parku Miejskim (dawny Thingplatz). Ekspansja przestrzenna festiwalu, dodanie wielu innych atrakcji oraz uruchomienie transportu wahadłowego do centrum miasta zaowocowało znacznym wzrostem liczby odwiedzających.
W 1969 do Moguncji włączono winiarskie społeczności Ebersheim, Laubenheim i Hechtsheim. W trakcie festynu wina odbyły się wybory królowej wina z Moguncji. W 1982  Festiwal Wina w Moguncji obchodził swoje 50-lecie; od 1984 festyn został znacznie rozszerzony o tereny parku miejskiego i Parku Ludowego w Moguncji i inne elementy programu artystycznego.

## Festiwal Wina w Moguncji jako festiwal folklorystyczny
Pod względem orientacji festiwal wina w Moguncji był w zasadzie podzielony na dwa. W parku miejskim znajdują się prawie wyłącznie stoiska winne winiarzy z Moguncji i okolic z możliwością kosztowania win musujących (niem. Sekt) podczas festiwalu Sektu w Ogrodzie Różanym Parku Miejskiego. Celem jest stworzenie przyjemnej atmosfery dla miłośników wina i realizacja oryginalnej idei rynku wina w Moguncji. W Parku Ludowym (Mainzer Volkspark) odbywały się wszelkiego rodzaju inne atrakcje, takie jak: przejażdżki kolejką wąskotorową, urządzenia do wspinania i chodzenia na wysokkości. Oba parki są połączone mostem dla pieszych i nie są od siebie oddalone. Festiwal zakończył się ostatniego dnia wielkim pokazem sztucznych ogni. Od 2008 festiwal skoncentrował się na swoich pierwotnych korzeniach jako święcie wina, zrezygnowano między innymi z fajerwerków.